# Strangling from Within
Strangling from Within debitantski je studijski album norveškog avangardnog metal sastava Peccatum. Album je 23. studenog 1999. godine objavila diskografska kuća Candlelight Records.

## O albumu
Glazbeni aspekt albuma se u najširem smislu može opisati simfonijskim i neoklasičnim uz utjecaj black metala.
Pjevačica Ihriel u velikoj mjeri doprinosi opernoj i simfonijskoj atmosferi albuma. Ovo je dodatno postignuto korištenjem raznih klasičnih glazbenih instrumenata koji su ili nakratko prisutni ili nose naglašavajuću ulogu; među takvim instrumentima izdvajaju se violine, violončela i čembala te oni često sviraju tijekom određenih ambijentalnih dijelova i recitiranih interludija.

## Popis pjesama
Tekstovi: Ihriel, osim pjesme "The Change" koju je napisala s Ihsahnom, glazba: Ihsahn.
| 1.    | »Where Do I Then Belong«                     | 1:58 |
| 2.    | »Speak of the Devil (As the Devil May Care)« | 5:43 |
| 3.    | »The Change«                                 | 3:02 |
| 4.    | »The Song Which No Name Carry«               | 6:35 |
| 5.    | »The Sand Was Made of Mountains«             | 3:02 |
| 6.    | »I Breathe Without Access to Air«            | 3:50 |
| 7.    | »The World of No Worlds«                     | 8:49 |
| 8.    | »And Pray for Me«                            | 4:43 |
| 9.    | »An Ovation to Art« (instrumental)           | 5:43 |
| 43:25 |                                              |      |

## Zasluge
| Peccatum - Ihsahn – svi instrumenti, vokali, inženjer zvuka - Ihriel – vokali, naslovnica, dizajn - Lord PZ – vokali, ilustracija (simbola) | Ostalo osoblje - Kaia Lia Solberg – koprodukcija (vokala) - Thorbjørn Akkerhaugen – koprodukcija, miksanje - Knut Jacobsen – fotografija - Trym Torson – logotip |